# أوليغ ديميتروف
أوليغ ديميتروف (6 مارس 1996 في بلغاريا - ) هو لاعب كرة قدم بلغاري في مركز الوسط. شارك مع منتخب بلغاريا تحت 17 سنة لكرة القدم. أما مع النوادي، فقد لعب مع نادي لودوغورتس رازغراد ولودوغورتس رازغاردز II ‏.

## وصلات خارجية
- أوليغ ديميتروف على موقع قاعدة بيانات كرة القدم.إي يو (الإنجليزية)
- أوليغ ديميتروف على موقع Soccerway.com (الإنجليزية)
- أوليغ ديميتروف على موقع AS.com (الإسبانية)